# Сен-Клеман (Эна)
Сен-Клема́н (фр. Saint-Clément) — коммуна во Франции, находится в регионе Пикардия. Департамент коммуны — Эна. Входит в состав кантона Ирсон. Округ коммуны — Вервен.
Код INSEE коммуны — 02674.

## Население
Население коммуны на 2010 год составляло 51 человек.
| 1962 | 1968 | 1975 | 1982 | 1990 | 1999 | 2010 |
| ---- | ---- | ---- | ---- | ---- | ---- | ---- |
| 96   | 80   | 66   | 71   | 69   | 59   | 51   |

## Экономика
В 2010 году среди 33 человек трудоспособного возраста (15—64 лет) 24 были экономически активными, 9 — неактивными (показатель активности — 72,7 %, в 1999 году было 67,6 %). Из 24 активных жителей работали 22 человека (12 мужчин и 10 женщин), безработных было 2 (0 мужчин и 2 женщины). Среди 9 неактивных 3 человека были учениками или студентами, 4 — пенсионерами, 2 были неактивными по другим причинам.